# Rejoso Kidul
Rejoso Kidul is een bestuurslaag in het regentschap Pasuruan van de provincie Oost-Java, Indonesië. Rejoso Kidul telt 2908 inwoners (volkstelling 2010).